# Hainbuchenkopf
Der Hainbuchenkopf bei Bodenrod im hessischen Wetteraukreis ist ein 492,3 m ü. NHN hoher Nordostausläufer des Gickel (505,1 m) im Taunus.

## Geographie

### Lage
Der bewaldete Hainbuchenkopf liegt im Nordosten des Östlichen Hintertaunus im Naturpark Taunus. Im Butzbacher Wald gelegen erhebt sich sein Gipfel 1,4 km nordöstlich des Butzbacher Ortsteils Bodenrod (zu Butzbach im Wetteraukreis), 2,4 km südwestlich von Espa (zu Langgöns; Landkreis Gießen) und 1,8 km (je Luftlinie) südöstlich von Weiperfelden (Waldsolms; Lahn-Dill-Kreis).

### Nachbarberge
Zu den Nachbarerhebungen des Hainbuchenkopfs als Nordostausläufer des Gickel (505,1 m) gehören der 900 m südsüdwestlich befindliche Hesselberg (ca. 518 m), der in Richtung Nordnordosten über eine Scharte zu erreichende Hinterste Kopf (491,1 m), der 2 km östlich liegende Brüler Berg (424,2 m), der 3,5 km ostnordöstlich gelegene Hausberg (485,7 m) und der 2,4 km (je Luftlinie) westnordwestlich liegende Hardenberg (439,4 m).

### Wasserscheide und Fließgewässer
Der Hainbuchenkopf liegt auf der Wasserscheide zwischen Lahn und Main, zwei Nebenflüssen des Rheins. Nordwestlich vorbei verläuft etwa in Ost-West-Richtung in Quellnähe der Oberlauf des in Espa entspringenden Lahn-Zuflusses Solmsbach, der in Weiperfelden von einem auf der Nordwestflanke der Erhebung entspringenden kleinen Bach und vom etwas westlich der Erhebung von Bodenrod nach Norden fließenden Eichelbach gespeist wird. Östlich liegt die Quelle des Fauerbachs, dessen Wasser durch die Usa und Wetter den Main erreicht.

### Naturräumliche Zuordnung
Der Hainbuchenkopf gehört in der naturräumlichen Haupteinheitengruppe Taunus (Nr. 30), in der Haupteinheit Östlicher Hintertaunus (302) zum Naturraum Bodenroder Kuppen (302.2).

## Verkehrsanbindung
Nordwestlich vorbei am Hainbuchenkopf führt entlang des Solmsbachs zwischen Espa und Weiperfelden die Landesstraße 3053, westlich verläuft zwischen Weiperfelden, Bodenrod und Michelbach die L 3270 und etwas entfernt im Süden und Südosten die Bodenrod mit Münster verbindende L 3353. Über die Erhebung führt der Europäische Fernwanderweg E3.